# Mar Saba

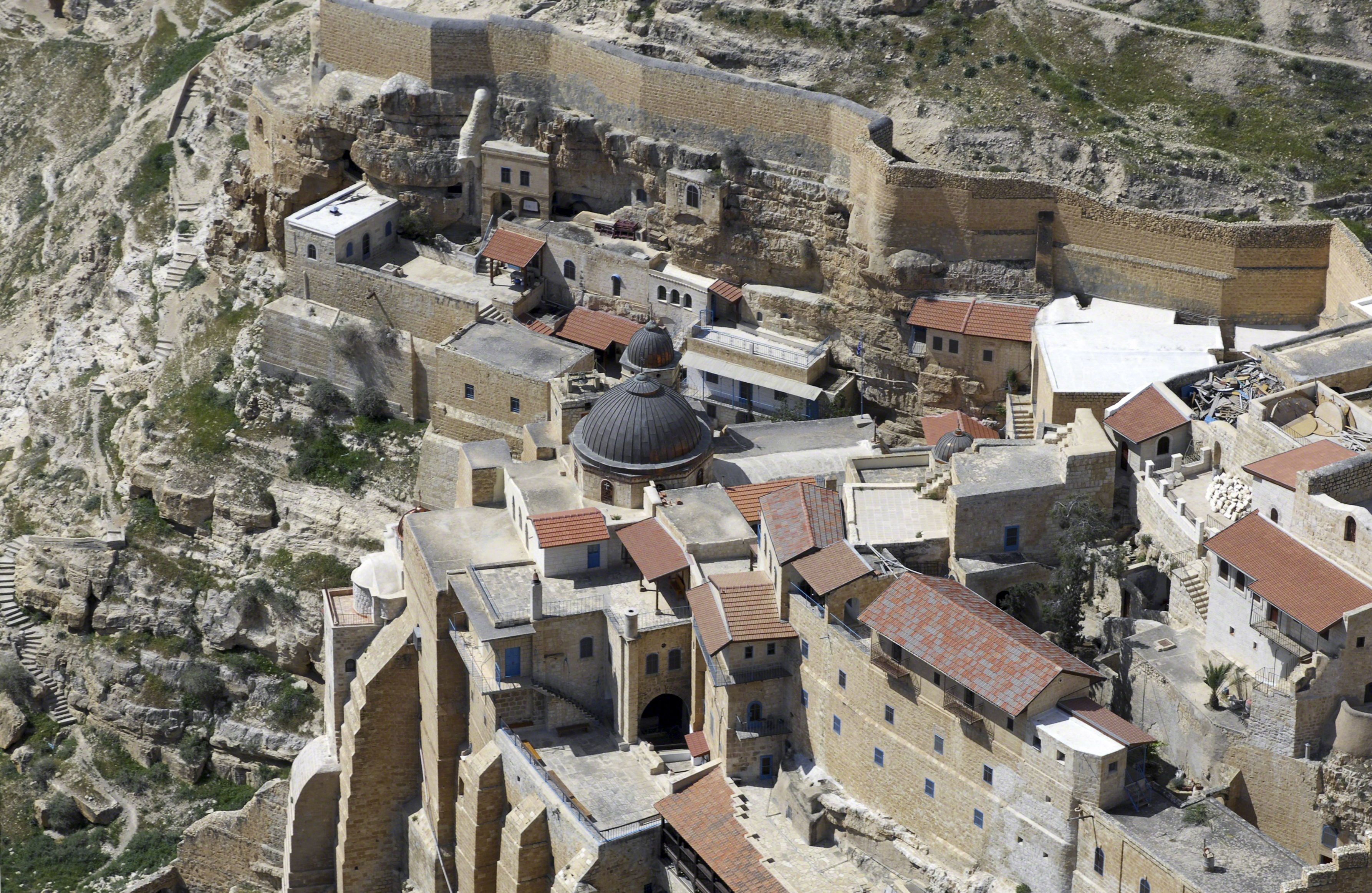
Mosteiro de São Savas visto do alto

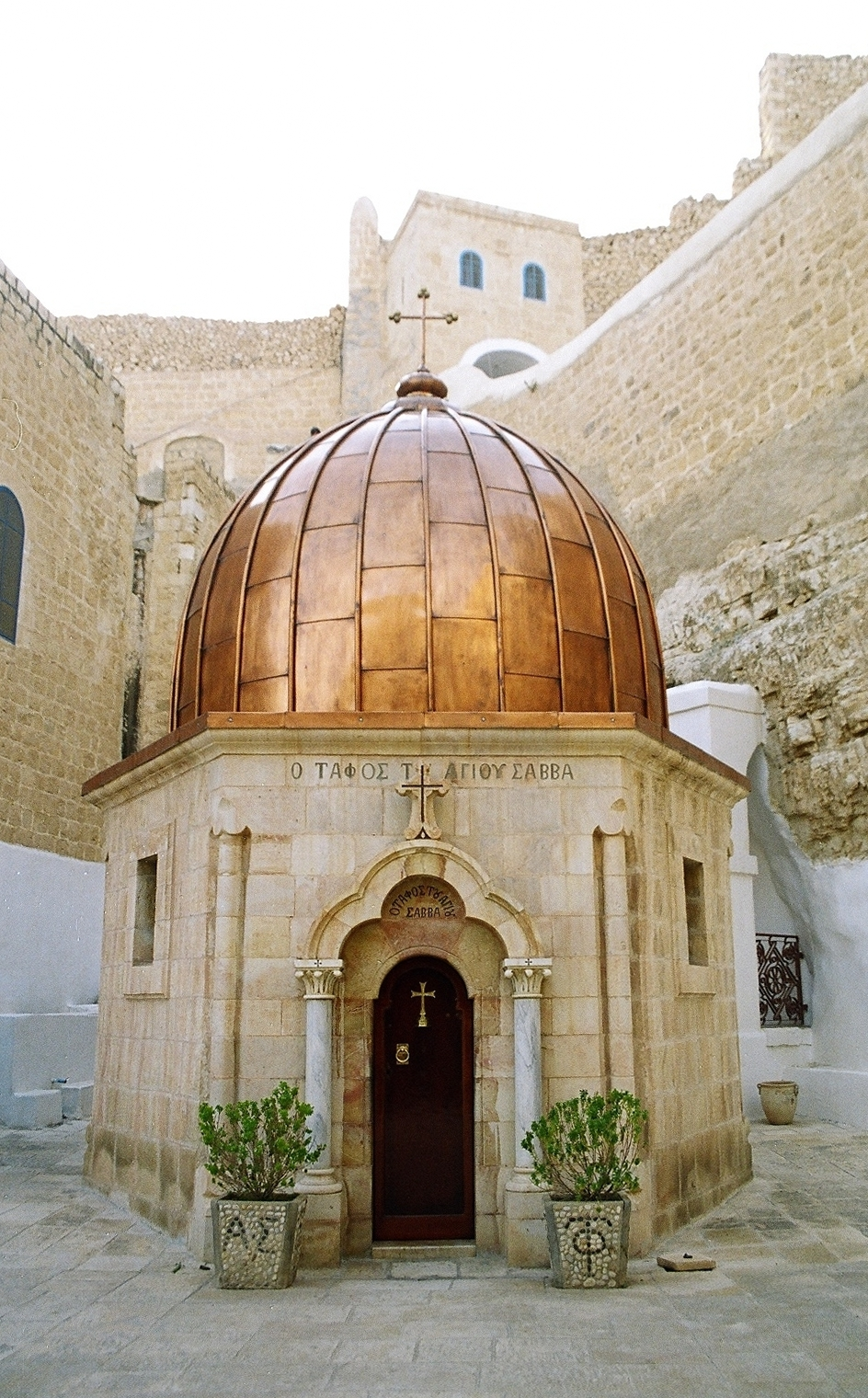
Túmulo de São Savas, onde estão as suas relíquias

A Grande Laura de São Savas, o Santificado (em árabe: دير مار سابا; em hebraico:  מנזר מר סבא; em grego: Λαύρα Σάββα τοῦ Ἡγιασμένου), conhecida como Mar Saba, é um mosteiro grego ortodoxo sobre o Vale de Cédron na Cisjordânia, a oeste de Belém.  A nomeação Mar Saba, como  é comumente referido, refere-se ao nome em aramaico, em que Mar do siríaco-aramaico: ܡܪܝ (Mār) significa “Santo” e o nome do monge, também derivado do aramaico: סָבָא‎ (sāḇā) significa “velho”.

## História
A data tradicional para a fundação do mosteiro por São Savas é 483, após seu fundador ter passado cinco anos como eremita numa caverna, o que o torna o mais antigo monastério do mundo ainda habitado, preservando tradições muito antigas. Uma em particular é a restrição à entrada de mulheres no complexo. O único edifício onde a presença delas é permitida é a Torre das Mulheres, próxima à entrada principal.
Mar Saba também foi a casa de São João Damasceno (676–749), um importante teólogo durante o iconoclasma e que escreveu cartas ao imperador bizantino Leão III, o Isauro refutando seus éditos que proibiam a veneração de ícones. João trabalhou como servidor público para o califa omíada Abedal Maleque ibne Maruane até que migrou para o Deserto da Judeia, onde foi tonsurado monge e ordenado hieromonge no Mosteiro de São Savas. O túmulo do santo está localizado numa caverna nas proximidades.
O mosteiro foi importante no desenvolvimento histórico da liturgia da Igreja Ortodoxa pois o Typicon monástico (a maneira de celebrar os serviços) de São Savas se tornou o padrão por toda a Igreja Ortodoxa e na Igreja Católica Oriental, que segue o rito bizantino. O Typicon se baseou na forma padrão dos serviços que eram celebrados pelo patriarca grego ortodoxo de Jerusalém e adicionou alguns atos especificamente monásticos que eram tradições locais em Mar Saba. Daí, ele se espalhou para Constantinopla e, de lá, para todo o mundo bizantino. Embora este Typicon tenha sofrido evoluções posteriores, particularmente por influência do Mosteiro de Estúdio em Constantinopla, ele ainda é chamado de Typicon de São Savas.
Neste monastério, além das quase duas dezenas de monge que nele vivem, encontram-se também os restos mortais de São Savas que retornaram ao local em 12 de Novembro de 1965 após, segundo a tradição, o Santo aparecer nos sonhos do Papa João XXIII e Paulo VI pedindo para retornar a sua casa após os Cruzados o terem transferido, no Século XI para Veneza, onde ficou disposto na Igreja de Santa Antonina por séculos.